# Sors wrightae
Sors wrightae är en tvåvingeart som beskrevs av Mcalpine 2007. Sors wrightae ingår i släktet Sors och familjen bredmunsflugor.
Artens utbredningsområde är Nya Kaledonien. Inga underarter finns listade i Catalogue of Life.